# Markus Fugger

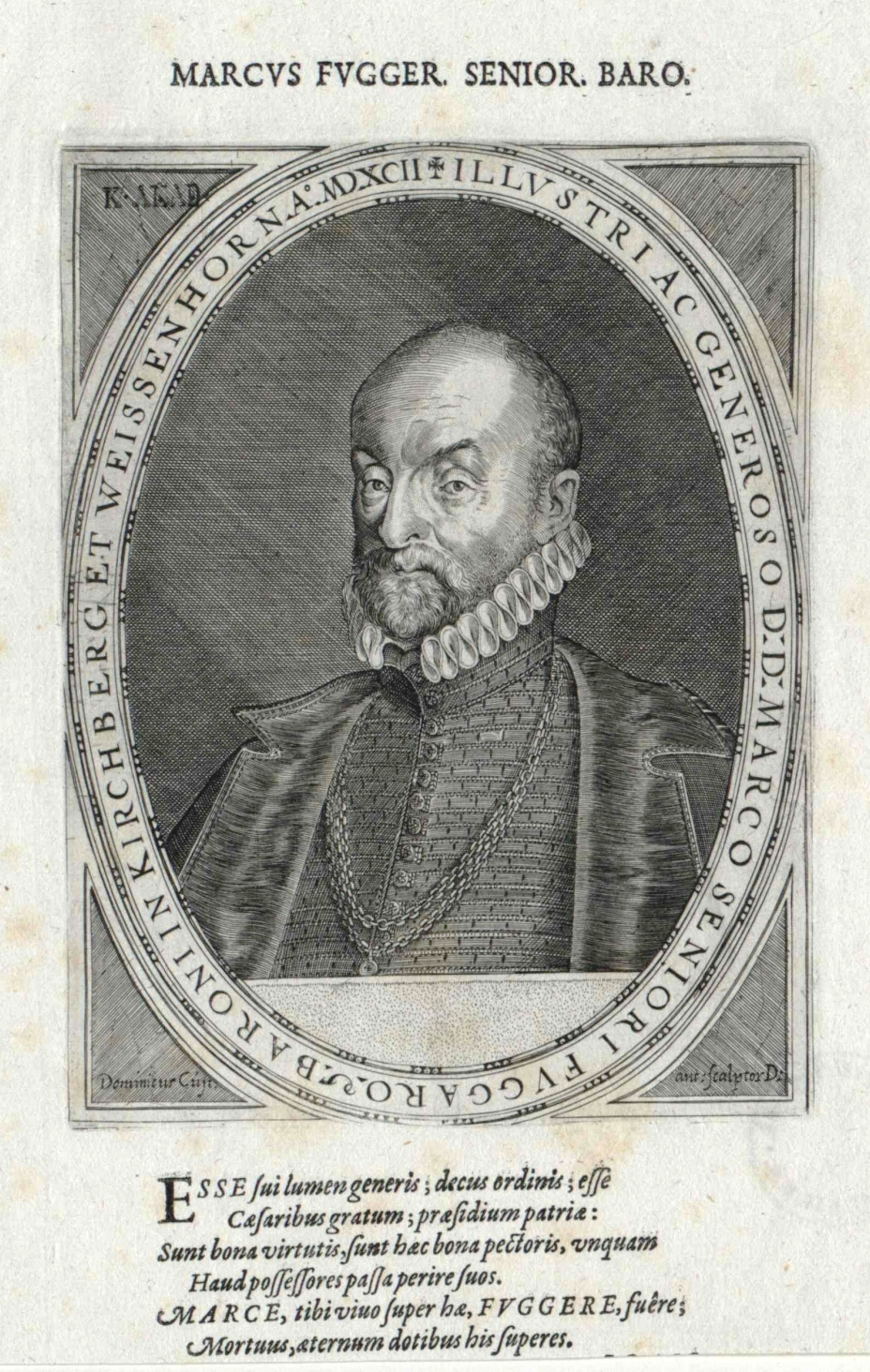
Markus Fugger d. Ä., 1529–1597. Kupferstich aus Custos, Atrium heroicum (1601).

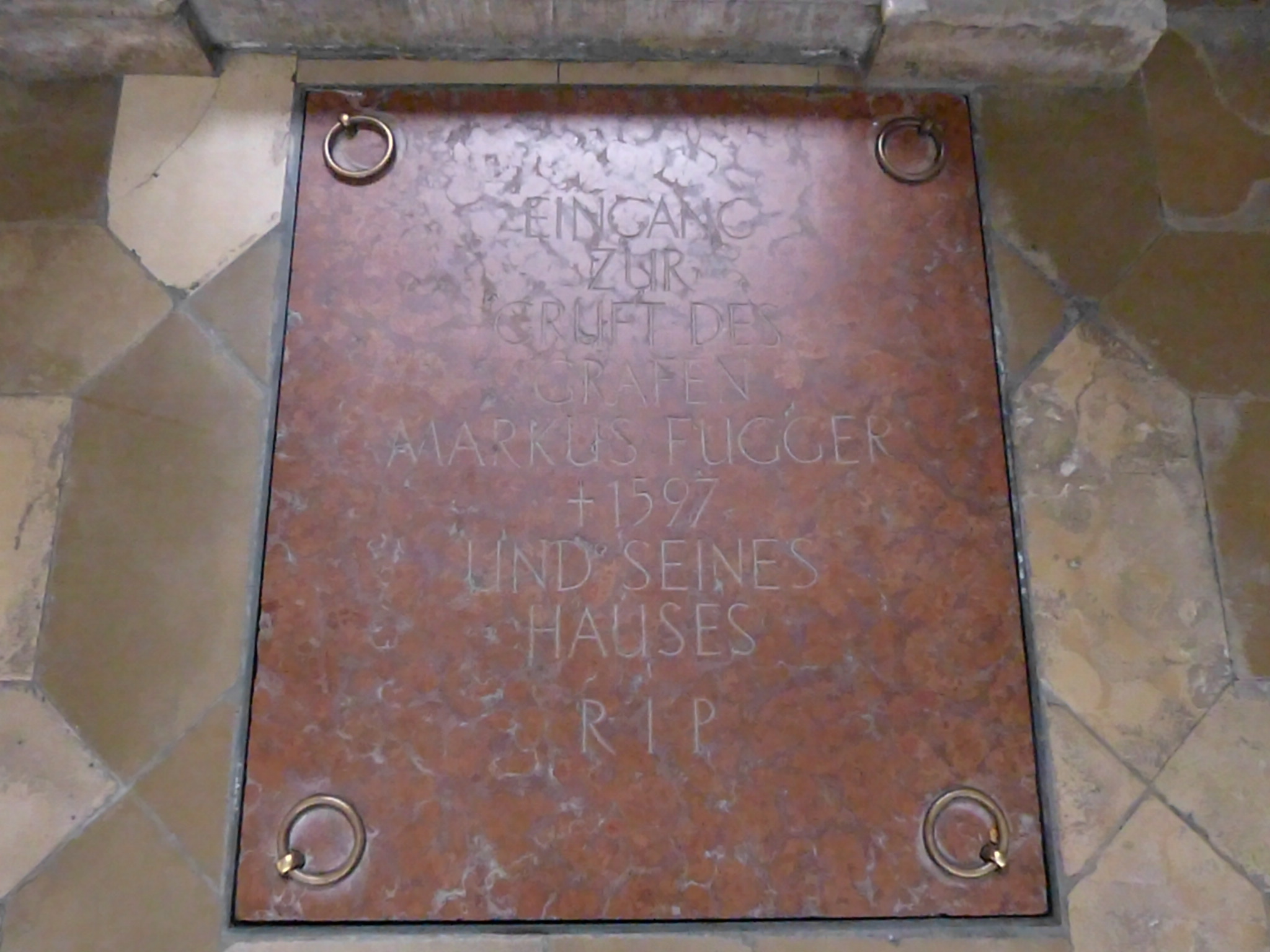
Grabstein in St. Ulrich und Afra

Wappen der Fugger von der Lilie

Freiherr Markus Fugger (Marx Fugger) von der Lilie (* 14. Februar 1529 in Augsburg; † 18. Juni 1597 ebenda) war ein deutscher Handelsherr, Humanist, Kämmerer, kurbayerischer Rat und Stadtpfleger von Augsburg. 

## Leben
Er war der älteste Sohn des Freiherrn Anton Fugger und der Anna Fugger, geb. Rehlinger.  Markus Fugger erreichte eine Reihe hoher Ämter und Würden: Kämmerer des Erzherzogs Ernst von Österreich, Rat am Reichskammergericht in Speyer, kurbayrischer Rat, Pfleger in Landshut, Stadtpfleger in Augsburg. 
Nach dem Tod des Vaters 1560 verwaltete Markus Fugger mit seinen Brüdern Hans und Jakob gemeinschaftlich den Herrschaftsbesitz des Vaters. Nach der Güterteilung von 1575 erhielt er einen Teil des väterlichen Herrschaftskomplexes mit Schwerpunkt in Nordendorf. Er bewohnte mit anderen Familienmitgliedern einen Teil der Fuggerhäuser in Augsburg. Pferdeliebhaber kennen Markus Fugger bis heute als Verfasser eines der ersten neuzeitlichen Handbücher über Pferdezucht. Von der Gestüterey erschien 1578 in Frankfurt und erneut 1584. Eine von Johann Gottlieb Wolfstein um einen zweiten Teil ergänzte Übersetzung aus dem Altdeutschen kam 1802 in Wien unter dem Titel Von der Zucht der Kriegs- und Bürgerpferde heraus.
Ebenso führte Fugger nach dem Tode seines Vaters als ältester Sohn erfolgreich über mehr als 30 Jahre die neu gegründete Firma Marx Fugger und Gebrüder. Er interessierte sich für Kirchengeschichte, trat als Mäzen hervor und sammelte Bücher und Antiquitäten. Nikolaus Juvenel holte er als Porträtmaler nach Augsburg. Er veranstaltete prächtige Feste mit Stunden dauernden Feuerwerken. Markus Fugger erlitt 1595 einen Schlaganfall, von dem er sich nicht mehr erholte. Das Geschäft ging auf seinen Bruder Hans über. Fugger starb etwa zwei Jahre später und wurde in der Andreaskapelle der katholischen Kirche St. Ulrich und Afra in Augsburg bestattet.

## Familie
1557 heiratete er Gräfin Sibylla von Eberstein (1531–1589). Die Heirat verband die Familie Fugger mit einer Reihe von Geschlechtern des Hochadels in Südwestdeutschland: den Markgrafen von Baden-Sponheim, den Grafen von Hanau-Lichtenberg und den Grafen von Eberstein. Sie hatten 13 Kinder, 8 Mädchen und 5 Jungen. Allerdings starb der durch ihn begründete Familienzweig 1671 im Mannesstamm aus. Seine Kinder waren:
1. Katharina (*/† 1557)
2. Johanna (1558–1597), ⚭ 1576 Karl von Wolkenstein
3. Anna (*/† 1559)
4. Georg (1560–1634), ⚭ 1583 Helena von Madruzzo
5. Regina (1561–1562)
6. Anton (1563–1616), 1.) ⚭ 1591 Barbara von Montfort, 2.) ⚭ 1602 Elisabeth Fugger
7. Maria Magdalena (1566–1646), ⚭ 1583 Nikolaus Palffy
8. Wilhelm (*/† 1566)
9. Susanna (*/† 1567)
10. Philipp (1567–1601), ⚭ 1594 Barbara Fugger
11. Anna Sibylla (1569–1587), ⚭ 1587 Wolf Jakob zu Schwarzenberg
12. Elisabeth (* 1570), ⚭ 1589 Wilhelm von Oettingen-Wallerstein
13. Helena (1572–1618)
14. Albrecht (1574–1614), 1595 ⚭ Veronika Fugger